# 양귀비 (1985년 영화)
"양귀비"는 한국에서 제작된 오가준 감독의 1985년 영화이다. 김민정 등이 주연으로 출연하였고 김치한 등이 제작에 참여하였다.

## 출연

### 주연
- 김민정
- 이서흥
- 전풍
- 룡천상

## 기타
- 녹음: 김병수